# Risøya
Risøya är en ö i Tromsø kommun i Troms fylke i norra Norge. Ön ligger cirka 50 kilometer nordväst om staden Tromsø och omges av mer än 150 holmar och mer än 200 skär. Ön är på 115,4 hektar med Varden som högsta punkt på 104,5 meter.